# Pinus pallasiana
Pinus pallasiana là một loài thực vật hạt trần trong họ Thông. Loài này được D. Don miêu tả khoa học đầu tiên.